# Whatever (singel Ayumi Hamasaki)
WHATEVER – szósty singel Ayumi Hamasaki, został wydany przez wytwórnię Avex Trax 10 lutego 1999 roku oraz wydany ponownie 28 lutego 2001.

## Lista utworów

### CD (1999)
| Nr | Tytuł                             | Muzyka           | Aranżacja              | Czas |
| -- | --------------------------------- | ---------------- | ---------------------- | ---- |
| 1. | "WHATEVER Version M"              | Kazuhito Kikuchi | Izumi "D.M.X" Miyazaki | 5:33 |
| 2. | "WHATEVER Version J"              |                  | Keisuke Kikuchi        | 4:31 |
| 3. | "WHATEVER Version M Instrumental" | Kazuhito Kikuchi | Izumi "D.M.X" Miyazaki | 5:33 |
| 4. | "WHATEVER Version J Instrumental" |                  | Keisuke Kikuchi        | 4:31 |

### CD (2001)
| Nr | Tytuł                                                    | Czas |
| -- | -------------------------------------------------------- | ---- |
| 1. | "WHATEVER (version M)"                                   | 5:33 |
| 2. | "WHATEVER (version J)"                                   | 4:31 |
| 3. | "WHATEVER (Ferry 'System F' Corsten vocal extended mix)" | 6:31 |
| 4. | "appears (JP's Sound Factory Mix)"                       | 7:59 |
| 5. | "immature (D-Z DUAL LUCIFER MIX)"                        | 4:35 |
| 6. | "WHATEVER (version M -Instrumental-)"                    | 5:33 |
| 7. | "WHATEVER (version J -Instrumental-)"                    | 4:29 |

## Wystąpienia na żywo
- 10 lutego 1999 – Hit MMM – "WHATEVER Version M"
- 19 lutego 1999 – Music Station – "WHATEVER Version M"
- 20 lutego 1999 – Countdown TV – "WHATEVER Version M"
- 22 lutego 1999 – Hey! Hey! Hey – "WHATEVER Version M"
- 10 marca 1999 – Pocket Music – "WHATEVER Version M"
- 13 marca 1999 – Pop Jam – "WHATEVER Version J"
- 25 marca 1999 – Super Dream Live – "WHATEVER Version J"
- 29 marca 1999 – Hey! Hey! Hey! – "WHATEVER Version J"
- 2 października 2000 – SMAPxSMAP – "WHATEVER Version M"